# Dália Sammer
Dália Sammer (* 26. Dezember 1928 in Lissabon als Dália Vieirinho da Cunha; † 19. Oktober 2022) war eine portugiesische Turnerin.

## Karriere
Dália Sammer war gemeinsam mit ihrer Schwester Natália Silva eine Pionierin des portugiesischen Frauenturnens. Beide gingen bei den Olympischen Sommerspielen 1952 an den Start. Dália erzielte mit Platz 86 im Sprungwettkampf ihr bestes Resultat. Acht Jahre später folgte Dálias zweite Olympiateilnahme. Bei den Olympischen Spielen in Rom erreichte sie erneut im Sprungwettkampf mit dem 91. Platz ihr bestes Ergebnis. Trainiert wurde sie von Joseph Sammer, den sie später heiratete.
Sammer starb am 19. Oktober 2022 im Alter von 93 Jahren.